# Список населённых пунктов Грязовецкого района
Население Грязовецкого района составляет 38,6 тыс. человек. В состав района входят 2 городских и 5 сельских поселений.
Ниже приведён список всех населённых пунктов района с указанием кодов ОКАТО и почтовых индексов. Жирным шрифтом выделены центры поселений. Также перечислены все почтовые отделения в соответствующих населённых пунктах.

## Вохтожское муниципальное образование
В муниципальное образование входят населённые пункты, Вохтогского и Каменского сельсоветов.
- 19 224 812 039 / 162051 посёлок 18 км
- 19 224 812 002 / 160544 деревня Аксеново
- 19 224 812 003 / 160544 деревня Антипино
- 19 224 812 004 / 160544 деревня Афанасково
- 19 224 812 005 / 160544 деревня Белово
- 19 224 812 027 / 162051 деревня Богданово
- 19 224 812 006 / 160544 деревня Ваганово
- 19 224 812 028 / 162051 деревня Васильевка
- 19 224 812 007 / 160544 деревня Верхняя Пустынь
- 19 224 848 001 / 162072 посёлок Вострогский
- 19 224 848 002 / 162070 посёлок Восья
- 19 224 812 029 / 162072 деревня Восья
- 19 224 560 000 / 162040 п. г. т. Вохтога п/о 162040, 162042
- 19 224 812 008 / 160544 деревня Вохтога
- 19 224 812 001 / 160544 хутор Глубокое
- 19 224 812 026 / 162051 село Демьяново п/о 162051
- 19 224 812 009 / 160544 деревня Дресвище
- 19 224 812 010 / 160544 деревня Елховка
- 19 224 812 011 / 160544 хутор Исады
- 19 224 848 003 / 162070 посёлок Истопный п/о 162070
- 19 224 848 004 / 162070 посёлок Каменка п/о 162072
- 19 224 812 030 / 162051 деревня Каменка
- 19 224 812 012 / 160544 хутор Каргино
- 19 224 848 006 / 162072 посёлок Кирпичное
- 19 224 848 005 / 162063 посёлок Кирпичный Завод или Кирпичного Завода
- 19 224 812 013 / 160544 деревня Комарово
- 19 224 812 014 / 160544 деревня Корючево
- 19 224 812 031 / 162051 деревня Липихино
- 19 224 812 015 / 160544 разъезд Лукино
- 19 224 812 032 / 162051 деревня Лысово
- 19 224 848 007 / 162060 посёлок Максимовка
- 19 224 812 033 / 162051 деревня Меленка
- 19 224 812 016 / 160544 деревня Михалково
- 19 224 812 034 / 162051 посёлок Монза
- 19 224 812 035 / 162051 деревня Муниково
- 19 224 812 017 / 160544 деревня Нижняя Пустынь
- 19 224 812 018 / 160544 деревня Никольское
- 19 224 812 036 / 162051 деревня Орлово
- 19 224 812 019 / 160544 разъезд Подбережский
- 19 224 848 010 / 162072 посёлок Подкаменка
- 19 224 812 037 / 162051 деревня Путилово
- 19 224 812 020 / 160544 деревня Родионово
- 19 224 812 038 / 162051 деревня Становое
- 19 224 848 011 / 162063 посёлок Стеклянка
- 19 224 812 021 / 160544 деревня Строево
- 19 224 812 022 / 160544 деревня Тарасово
- 19 224 812 023 / 160544 деревня Целенниково
- 19 224 812 024 / 160544 деревня Черновка
- 19 224 812 025 / 160544 деревня Чухарица

## Грязовецкое муниципальное образование
- 19 224 501 000 город Грязовец п/о 162000, 162001, 162002, 162079
- 19 224 864 042 / 162000 деревня Пирогово
- 19 224 832 043 / 162001 деревня Свистуново

## Комьянское муниципальное образование
В муниципальное образование входят населённые пункты, ранее входившие в:
- Комьянский сельсовет (ОКАТО 19 224 840, индекс 162018)
- Ведерковский сельсовет (ОКАТО 19 224 808, индекс 162061).

Населённые пункты:
- 19 224 840 002 деревня Аграфенка
- 19 224 840 004 деревня Ананкино
- 19 224 840 005 деревня Андрейково
- 19 224 840 006 деревня Аннинское
- 19 224 840 007 деревня Арефино
- 19 224 808 002 деревня Барское-Сырищево
- 19 224 808 003 деревня Бель
- 19 224 840 009 деревня Берендеево
- 19 224 808 004 деревня Боброво
- 19 224 808 005 деревня Богослово
- 19 224 840 010 деревня Большое Денисьево
- 19 224 840 011 деревня Большое Костино
- 19 224 840 012 деревня Брагино
- 19 224 808 006 деревня Брянцево
- 19 224 808 007 деревня Бушуиха
- 19 224 808 001 посёлок Бушуиха п/о 162061
- 19 224 808 008 жд станция Бушуиха
- 19 224 840 013 деревня Быково
- 19 224 840 014 деревня Василево
- 19 224 808 009 деревня Ведерково
- 19 224 808 010 деревня Великорецкий Липовик
- 19 224 808 011 село Вознесенье
- 19 224 808 012 деревня Вольное-Сырищево
- 19 224 840 016 деревня Воронино
- 19 224 808 013 село Воскресенское
- 19 224 808 014 деревня Гора
- 19 224 808 015 деревня Дикарево
- 19 224 840 017 деревня Евдокимово
- 19 224 840 018 деревня Евсюково
- 19 224 808 016 деревня Заречье
- 19 224 808 017 деревня Заречье
- 19 224 808 018 деревня Звягино
- 19 224 808 019 деревня Зимняк
- 19 224 808 020 деревня Ивняк
- 19 224 808 021 деревня Кашино
- 19 224 808 022 деревня Киселево
- 19 224 808 023 деревня Кликуново
- 19 224 840 020 деревня Косарово
- 19 224 840 022 деревня Крутец
- 19 224 840 023 деревня Кузнецово
- 19 224 840 025 деревня Курапово
- 19 224 840 026 деревня Логиново
- 19 224 808 024 посёлок Лучинино индекс 162021
- 19 224 840 027 деревня Малое Денисьево
- 19 224 840 028 деревня Малое Костино
- 19 224 840 030 деревня Муравьево
- 19 224 808 025 деревня Надорожный Липовик
- 19 224 808 026 деревня Нехотово
- 19 224 808 027 деревня Низовка
- 19 224 840 032 деревня Новое-на-Комье
- 19 224 840 033 деревня Новое-на-Лухте
- 19 224 840 031 деревня Новый Дор
- 19 224 808 028 деревня Обериха
- 19 224 840 034 деревня Огарково
- 19 224 840 035 деревня Орлово
- 19 224 840 036 деревня Пальцево
- 19 224 840 037 деревня Патракеево
- 19 224 840 039 деревня Подсосенье
- 19 224 808 030 деревня Полушкино
- 19 224 808 029 деревня Поповка
- 19 224 808 031 деревня Поповка
- 19 224 808 032 деревня Притыкино
- 19 224 840 041 деревня Прокунино
- 19 224 808 033 деревня Рябиновка
- 19 224 840 042 деревня Свинино
- 19 224 840 043 деревня Семенково
- 19 224 840 044 деревня Семернино
- 19 224 808 034 деревня Сережино
- 19 224 840 045 деревня Силифоново
- 19 224 840 046 деревня Старый Дор
- 19 224 840 048 деревня Стеблево
- 19 224 840 047 жд станция Стеблево
- 19 224 840 049 деревня Суворово
- 19 224 808 035 деревня Сычево
- 19 224 840 050 деревня Тимонино
- 19 224 840 052 деревня Туфаново
- 19 224 840 051 жд станция Туфаново
- 19 224 840 053 деревня Федорково
- 19 224 840 054 деревня Федяйкино
- 19 224 840 056 деревня Хвастово
- 19 224 840 001 деревня Хорошево п/о 162018
- 19 224 840 057 деревня Чагрино
- 19 224 840 058 деревня Шепяково
- 19 224 808 037 деревня Щекутьево
- 19 224 840 059 деревня Щекутьево
- 19 224 840 060 деревня Юдино

## Перцевское муниципальное образование
- 19 224 816 002 / 162021 деревня Аксеново
- 19 224 816 003 / 162021 деревня Арсенка
- 19 224 864 003 / 162017 деревня Бакшейка
- 19 224 816 005 / 162021 деревня Блазны
- 19 224 864 056 / 162000 деревня Большие Дворища
- 19 224 816 006 / 162021 деревня Большое Займище
- 19 224 864 005 / 162000 деревня Бурцево
- 19 224 864 007 / 162017 деревня Волково
- 19 224 816 007 / 162021 деревня Волково
- 19 224 864 057 / 162000 деревня Волосатово
- 19 224 864 008 / 162017 разъезд Волоцкой
- 19 224 824 002 / 162022 деревня Волынево
- 19 224 816 008 / 162021 деревня Выборово
- 19 224 864 059 / 162000 деревня Гавраково
- 19 224 864 009 / 162017 деревня Галкино
- 19 224 864 058 / 162031 деревня Гари
- 19 224 864 010 / 162017 деревня Голубково
- 19 224 864 011 / 162017 деревня Гридино
- 19 224 824 003 / 162022 деревня Гридино
- 19 224 864 061 / 162017 деревня Данилово
- 19 224 864 012 / 162017 деревня Девять Изб
- 19 224 864 062 / 162017 деревня Дедово
- 19 224 864 014 / 162017 деревня Демкино
- 19 224 864 015 / 162017 деревня Долотово
- 19 224 864 016 / 162017 деревня Дорожный Крутец
- 19 224 864 017 / 162017 деревня Дроздово
- 19 224 824 004 / 162022 деревня Дыроватово
- 19 224 864 019 / 162017 деревня Дьяконово
- 19 224 864 018 / 162017 деревня Дюкосово
- 19 224 816 010 / 162021 деревня Ежово
- 19 224 824 001 / 162022 деревня Жерноково п/о 162022
- 19 224 864 020 / 162017 деревня Звягловка
- 19 224 864 021 / 162017 деревня Илейкино
- 19 224 864 022 / 162017 деревня Калинкино
- 19 224 864 023 / 162017 деревня Камешник
- 19 224 864 063 / 162002 деревня Качалово
- 19 224 864 024 / 162000 деревня Климово
- 19 224 816 011 / 162021 деревня Климово
- 19 224 864 065 / 162031 деревня Князево
- 19 224 864 064 / 162002 деревня Козлово
- 19 224 864 066 / 162002 деревня Корбино
- 19 224 816 012 / 162021 деревня Кошкино
- 19 224 864 026 / 162017 деревня Кроплево
- 19 224 864 027 / 162017 деревня Куприяново
- 19 224 816 013 / 162021 деревня Курочкино
- 19 224 824 006 / 162022 деревня Лихушино
- 19 224 864 028 / 162017 деревня Лупочино
- 19 224 816 014 / 162021 деревня Маклаково
- 19 224 816 015 / 162021 деревня Малое Займище
- 19 224 864 030 / 162017 деревня Медведево
- 19 224 864 068 / 162000 деревня Меленка
- 19 224 864 031 / 162017 деревня Михалево
- 19 224 864 032 / 162017 деревня Мичурино
- 19 224 824 008 / 162022 деревня Мишутино
- 19 224 864 033 / 162000 деревня Мокрынино
- 19 224 864 035 / 162017 разъезд Мясниковка
- 19 224 864 034 / 162017 деревня Мясниково
- 19 224 816 016 / 162021 деревня Неклюдово
- 19 224 864 037 / 162017 деревня Никульцево
- 19 224 864 070 / 162000 деревня Останино
- 19 224 864 038 / 162017 деревня Палкино
- 19 224 816 017 / 162021 деревня Паршино
- 19 224 864 039 / 162017 деревня Передково
- 19 224 864 041 / 162017 деревня Пешково
- 19 224 864 043 / 162017 деревня Полежайка
- 19 224 864 044 / 162017 деревня Полтинино
- 19 224 816 018 / 162021 деревня Починок
- 19 224 864 071 деревня Прокунино
- 19 224 864 045 / 162017 деревня Пузово
- 19 224 824 010 / 162022 деревня Раково
- 19 224 864 072 / 162017 деревня Рамешки
- 19 224 816 019 / 162021 деревня Ржища
- 19 224 864 046 / 162017 деревня Рудино
- 19 224 864 073 / 162017 деревня Рылово
- 19 224 816 020 / 162021 деревня Семенково
- 19 224 864 001 / 162017 деревня Слобода п/о 162017
- 19 224 824 011 / 162022 деревня Слудки
- 19 224 864 047 / 162017 деревня Становищево
- 19 224 816 021 / 162021 деревня Старово
- 19 224 864 048 / 162017 деревня Сторонний Крутец
- 19 224 816 022 / 162021 деревня Суворково
- 19 224 824 013 / 162022 деревня Угленцево
- 19 224 864 049 / 162017 деревня Ульяновка
- 19 224 816 001 / 162021 деревня Фрол п/о 162021
- 19 224 864 050 / 162017 деревня Чахлово
- 19 224 864 051 / 162017 деревня Чернава
- 19 224 864 052 / 162000 деревня Черницыно
- 19 224 864 053 / 162017 деревня Черногубово
- 19 224 864 074 / 162000 деревня Чуваксино
- 19 224 864 054 / 162017 деревня Шевяково
- 19 224 816 024 / 162021 деревня Шемейкино
- 19 224 864 055 / 162017 деревня Яковлевка
- 19 224 824 014 / 162022 деревня Яфаново

## Ростиловское муниципальное образование
- 19 224 832 002 / 162012 деревня Абанино
- 19 224 832 003 / 162012 деревня Алферово
- 19 224 852 002 / 162013 деревня Аносово
- 19 224 852 031 / 162016 деревня Аркатово
- 19 224 852 003 / 162013 деревня Артемово
- 19 224 852 004 / 162013 станция Бакланка
- 19 224 832 004 / 162011 деревня Басаргино
- 19 224 852 032 / 162016 деревня Батово
- 19 224 832 005 / 162011 деревня Боброво
- 19 224 832 006 / 162011 деревня Большое Косиково
- 19 224 852 030 / 162016 деревня Вараксино п/о 162016
- 19 224 852 007 / 162013 деревня Висляково
- 19 224 832 007 / 162012 деревня Высоково
- 19 224 832 008 / 162011 деревня Горка
- 19 224 832 009 / 162001 деревня Дворец
- 19 224 832 010 / 162012 деревня Дмитриево
- 19 224 832 011 / 162012 деревня Дор
- 19 224 832 012 / 162012 деревня Дядинское
- 19 224 852 008 / 162013 деревня Ельник
- 19 224 832 013 / 162012 деревня Ермолино
- 19 224 832 014 / 162011 деревня Желтиково
- 19 224 832 015 / 162012 деревня Заемье п/о 162012
- 19 224 832 016 / 162011 деревня Запрудново
- 19 224 832 017 / 162011 деревня Звягино
- 19 224 852 033 / 162016 деревня Иевлево
- 19 224 852 009 / 162013 деревня Кастиха
- 19 224 832 018 / 162012 деревня Кебас
- 19 224 852 034 / 162016 деревня Климково
- 19 224 852 035 / 162016 деревня Козлово
- 19 224 832 019 / 162012 деревня Кокарево
- 19 224 832 020 / 162011 деревня Комарово
- 19 224 832 021 / 162001 местечко Корнильево
- 19 224 832 022 / 162011 деревня Корнильевская Слобода
- 19 224 832 023 / 162001 деревня Крестовка
- 19 224 832 024 / 162011 деревня Кромино
- 19 224 832 025 / 162011 деревня Крохино
- 19 224 832 026 / 162012 деревня Лукино
- 19 224 832 027 / 162001 посёлок Льнозавода
- 19 224 852 036 / 162016 деревня Максимово
- 19 224 832 028 / 162012 деревня Мартяково
- 19 224 832 029 / 162011 деревня Мышкино
- 19 224 852 011 / 162013 деревня Неверово
- 19 224 852 012 / 162013 станция Нефедово
- 19 224 832 030 / 162011 деревня Никола-Пенье
- 19 224 852 013 / 162013 деревня Никольское
- 19 224 852 037 / 162016 деревня Новгородово
- 19 224 832 032 / 162011 деревня Обнорская Слобода
- 19 224 852 038 / 162016 деревня Образцово
- 19 224 852 014 / 162013 деревня Огарково
- 19 224 832 034 / 162011 деревня Осиновица
- 19 224 832 033 / 162012 деревня Осомово
- 19 224 852 039 / 162016 деревня Печенниково
- 19 224 832 035 / 162011 деревня Пирожково
- 19 224 852 001 / 162013 посёлок Плоское п/о 162013
- 19 224 852 015 / 162013 деревня Погорелка
- 19 224 832 036 / 162011 деревня Подсосенье
- 19 224 832 037 / 162012 деревня Половоз
- 19 224 852 016 / 162013 деревня Полянка
- 19 224 832 038 / 162012 деревня Поповкино
- 19 224 832 039 / 162011 деревня Посадниково
- 19 224 832 040 / 162012 деревня Початково[1]
- 19 224 852 017 / 162013 деревня Початково[1]
- 19 224 852 018 / 162016 деревня Починок
- 19 224 852 040 / 162013 деревня Починок
- 19 224 832 041 / 162011 деревня Рождество
- 19 224 832 001 / 162011 деревня Ростилово п/о 162011
- 19 224 832 042 / 162011 деревня Свининино
- 19 224 852 041 / 162016 деревня Семеновское
- 19 224 852 020 / 162013 деревня Семенцево
- 19 224 832 044 / 162012 деревня Сидоровское
- 19 224 832 045 / 162012 деревня Ситниково
- 19 224 852 021 / 162013 деревня Скалино
- 19 224 852 022 / 162013 станция Скалино
- 19 224 832 046 / 162011 деревня Скоморохово
- 19 224 832 047 / 162011 разъезд Скоморохово
- 19 224 832 048 / 162011 деревня Скородумка
- 19 224 852 023 / 162013 деревня Соколово
- 19 224 832 049 / 162012 деревня Сопелкино
- 19 224 832 050 / 162012 деревня Спас-Нурма
- 19 224 832 051 / 162011 деревня Студенец
- 19 224 832 052 / 162001 деревня Талица
- 19 224 852 024 / 162013 деревня Темниково
- 19 224 832 053 / 162012 деревня Тимонино
- 19 224 852 026 / 162013 деревня Третниково
- 19 224 852 027 / 162013 деревня Турыгино
- 19 224 832 054 / 162011 деревня Филино
- 19 224 852 042 / 162016 деревня Худынино
- 19 224 852 043 / 162016 деревня Чистая
- 19 224 852 044 / 162016 деревня Чистопьяново
- 19 224 852 028 / 162013 деревня Чупрово
- 19 224 832 055 / 162012 деревня Шабаново
- 19 224 852 045 / 162016 деревня Шалданово
- 19 224 852 046 / 162016 деревня Шипино
- 19 224 832 056 / 162011 село Юношеское

## Сидоровское муниципальное образование
- 19 224 876 002 / 162063 деревня Алексино
- 19 224 876 003 / 162063 деревня Алферово
- 19 224 876 004 / 162063 деревня Анисимово
- 19 224 804 001 / 162065 деревня Анохино п/о 162065
- 19 224 804 002 / 162065 деревня Бакланка индекс 162012
- 19 224 876 005 / 162063 деревня Бакшино
- 19 224 876 006 / 162063 деревня Бекренево
- 19 224 844 002 / 162060 деревня Большое Бродино
- 19 224 876 007 / 162063 деревня Большой Дор
- 19 224 876 008 / 162063 деревня Бубейкино
- 19 224 876 009 / 162063 деревня Ванчино
- 19 224 876 010 / 162063 деревня Векшино
- 19 224 876 011 / 162063 деревня Верховье
- 19 224 876 012 / 162063 деревня Власово
- 19 224 804 004 / 162065 деревня Герасимово
- 19 224 844 003 / 162060 деревня Глубокое
- 19 224 876 013 / 162063 деревня Головинское
- 19 224 876 014 / 162063 деревня Горицы
- 19 224 876 015 / 162063 деревня Гридино
- 19 224 844 004 / 162060 деревня Демьянково
- 19 224 844 005 / 162060 деревня Дмитриево
- 19 224 804 005 / 162065 деревня Ежово
- 19 224 844 006 / 162060 деревня Задорка
- 19 224 844 007 / 162060 деревня Засечное
- 19 224 876 016 / 162063 деревня Ивонино
- 19 224 876 017 / 162063 деревня Ильинское
- 19 224 876 018 / 162063 деревня Илюшкино или Ильюшино
- 19 224 804 012 / 162065 деревня Казаркино
- 19 224 844 008 / 162060 деревня Канево
- 19 224 844 009 / 162060 деревня Карпиха
- 19 224 876 019 / 162063 деревня Кельино
- 19 224 876 020 / 162063 деревня Клеопино
- 19 224 804 013 / 162065 деревня Клепиково
- 19 224 844 010 / 162060 деревня Клобукино
- 19 224 804 014 / 162065 деревня Ковырново
- 19 224 844 011 / 162060 деревня Колотилиха
- 19 224 844 012 / 162060 деревня Константиново
- 19 224 844 013 / 162060 деревня Красное
- 19 224 844 014 / 162060 деревня Красноселье
- 19 224 844 015 / 162060 деревня Крюково
- 19 224 844 016 / 162060 деревня Лапино
- 19 224 876 021 / 162063 деревня Левино
- 19 224 844 017 / 162060 деревня Левино
- 19 224 844 018 / 162060 станция Лежа п/о 162060
- 19 224 844 019 / 162060 деревня Лукьяново
- 19 224 804 016 / 162065 деревня Лябзунка
- 19 224 844 020 / 162060 посёлок Майский
- 19 224 844 021 / 162060 деревня Максимовица
- 19 224 804 017 / 162065 деревня Максимово
- 19 224 876 022 / 162063 деревня Маркашово или Маркашево
- 19 224 876 023 / 162063 деревня Мартыново
- 19 224 804 019 / 162065 деревня Медведево
- 19 224 804 020 / 162065 деревня Михайлово
- 19 224 844 023 / 162060 деревня Мухино
- 19 224 844 024 / 162060 деревня Нефедово
- 19 224 876 024 / 162063 деревня Нешарово
- 19 224 804 021 / 162065 деревня Никола
- 19 224 876 025 / 162063 деревня Никулкино
- 19 224 876 026 / 162063 деревня Новгородово
- 19 224 844 025 / 162060 деревня Обухово
- 19 224 804 022 / 162065 деревня Отметниково
- 19 224 844 026 / 162060 деревня Павловское
- 19 224 876 027 / 162063 деревня Панкратово
- 19 224 804 023 / 162065 деревня Паново
- 19 224 844 027 / 162060 деревня Подольное
- 19 224 876 028 / 162063 деревня Полухино
- 19 224 844 028 / 162060 деревня Полянка
- 19 224 844 029 / 162060 деревня Поповка
- 19 224 804 024 / 162065 деревня Починок
- 19 224 876 029 / 162063 деревня Пронино
- 19 224 804 025 / 162065 деревня Рагозино
- 19 224 876 030 / 162063 деревня Раменье
- 19 224 876 031 / 162063 деревня Родниково
- 19 224 876 032 / 162063 деревня Рындино
- 19 224 876 033 / 162063 деревня Савино
- 19 224 844 030 / 162060 село Сеньга
- 19 224 876 001 / 162063 село Сидорово п/о 162063
- 19 224 804 026 / 162065 деревня Слобода
- 19 224 844 001 / 162060 деревня Спасское
- 19 224 844 031 / 162060 деревня Стан
- 19 224 844 032 / 162060 деревня Становое
- 19 224 844 033 / 162060 разъезд Становое
- 19 224 876 034 / 162063 деревня Степаново
- 19 224 876 035 / 162063 деревня Тимошкино
- 19 224 804 027 / 162065 деревня Ушаково
- 19 224 876 036 / 162063 деревня Филино
- 19 224 804 028 / 162065 деревня Хлебниково
- 19 224 804 029 / 162065 деревня Хлызино
- 19 224 876 037 / 162063 деревня Цепелка
- 19 224 876 038 / 162063 деревня Черняево
- 19 224 804 032 / 162065 деревня Чистюнино
- 19 224 876 039 / 162063 деревня Шилово
- 19 224 804 033 / 162065 деревня Шушуково

## Юровское муниципальное образование
В муниципальное образование входят населённые пункты, ранее входившие в:
- Юровский сельсовет (ОКАТО 19 224 828)
- Минькинский сельсовет (ОКАТО 19 224 872)
- Покровский сельсовет (ОКАТО 19 224 868).

Населённые пункты:
- 19 224 828 002 / 162030 деревня Акинфовица
- 19 224 872 002 / 162035 деревня Алферово
- 19 224 828 003 / 162030 деревня Андраково
- 19 224 872 004 / 162035 деревня Андрейково
- 19 224 828 004 / 162030 деревня Анопино
- 19 224 872 005 / 162035 деревня Балагурово
- 19 224 868 002 / 162033 деревня Барское
- 19 224 872 006 / 162035 деревня Басино
- 19 224 828 005 / 162030 деревня Бердяйка
- 19 224 872 007 / 162035 деревня Бокотово
- 19 224 828 006 / 162030 деревня Борщовка
- 19 224 868 003 / 162033 деревня Брагино
- 19 224 872 008 / 162035 деревня Бурково
- 19 224 872 009 / 162035 деревня Вайдаш
- 19 224 868 005 / 162033 деревня Васюково
- 19 224 868 006 / 162033 деревня Воздвиженское
- 19 224 828 007 / 162030 деревня Грибово
- 19 224 872 010 / 162035 село Дмитриевское
- 19 224 872 011 / 162035 деревня Дор
- 19 224 828 008 / 162030 деревня Дубовка
- 19 224 828 009 / 162031 деревня Дуденево
- 19 224 868 008 / 162032 деревня Дьяково
- 19 224 828 010 / 162030 деревня Есюткино
- 19 224 868 009 / 162032 деревня Желоминино
- 19 224 868 010 / 162032 деревня Зажолка
- 19 224 872 012 / 162035 деревня Заречье
- 19 224 868 011 / 162032 деревня Заречье
- 19 224 872 013 / 162035 деревня Захарово
- 19 224 868 012 / 162033 деревня Игумново
- 19 224 872 014 / 162035 деревня Исаково
- 19 224 868 013 / 162033 деревня Кобяково
- 19 224 868 014 / 162033 деревня Кокарево
- 19 224 828 011 / 162030 деревня Коротыгино
- 19 224 868 015 / 162033 деревня Костино
- 19 224 868 016 / 162033 деревня Кречково
- 19 224 828 012 / 162030 деревня Криводино
- 19 224 868 017 / 162033 деревня Кругляк
- 19 224 868 018 / 162033 деревня Куземкино
- 19 224 828 013 / 162030 деревня Куксимово
- 19 224 868 019 / 162033 деревня Кураж
- 19 224 828 014 / 162030 деревня Ломок
- 19 224 872 001 / 162035 село Минькино п/о 162035
- 19 224 872 015 / 162035 деревня Михайлово
- 19 224 828 015 / 162030 деревня Мокеево
- 19 224 828 016 / 162030 деревня Мошенниково
- 19 224 872 016 / 162035 деревня Мышкино
- 19 224 872 017 / 162035 хутор Назарка
- 19 224 872 018 / 162035 село Неверово
- 19 224 872 019 / 162035 деревня Некрасово
- 19 224 828 017 / 162030 деревня Новое
- 19 224 828 018 / 162030 деревня Новоселка
- 19 224 872 020 / 162035 деревня Овинища
- 19 224 828 019 / 162031 деревня Охлюево
- 19 224 872 021 / 162035 деревня Панфилово
- 19 224 872 022 / 162035 деревня Питеримка
- 19 224 872 023 / 162035 деревня Пичкарево
- 19 224 872 024 / 162035 деревня Пищалино
- 19 224 868 021 / 162033 деревня Плющево
- 19 224 868 022 / 162032 деревня Погиблово
- 19 224 828 020 / 162030 деревня Погорелка
- 19 224 868 023 / 162033 деревня Покровское п/о 162032
- 19 224 828 021 / 162030 деревня Покровское
- 19 224 872 025 / 162035 деревня Попово
- 19 224 828 022 / 162030 деревня Починок
- 19 224 868 024 / 162033 деревня Прокопьево
- 19 224 872 026 / 162035 деревня Ременниково
- 19 224 828 023 / 162030 деревня Савкино
- 19 224 828 024 / 162030 деревня Санниково
- 19 224 872 027 / 162035 деревня Семейкино
- 19 224 868 001 / 162033 деревня Скородумка п/о 162033
- 19 224 868 025 / 162033 деревня Скураково
- 19 224 828 025 / 162031 деревня Слободища
- 19 224 868 026 / 162032 деревня Старово
- 19 224 872 028 / 162035 деревня Старое
- 19 224 872 029 / 162035 деревня Степково
- 19 224 828 026 / 162031 деревня Степурино п/о 162031
- 19 224 872 030 / 162035 деревня Талица
- 19 224 872 031 / 162035 деревня Таршино
- 19 224 868 027 / 162033 деревня Телебино
- 19 224 828 027 / 162030 деревня Троицкое
- 19 224 872 033 / 162035 деревня Феклица
- 19 224 868 028 / 162033 деревня Фетинино
- 19 224 872 034 / 162035 деревня Филиппово
- 19 224 872 035 / 162035 деревня Фомское
- 19 224 828 028 / 162031 деревня Хаймино
- 19 224 868 029 / 162033 село Чернецкое
- 19 224 868 030 / 162032 деревня Шильмяшево
- 19 224 868 031 / 162032 деревня Шираково
- 19 224 828 029 / 162030 деревня Шнякино
- 19 224 828 030 / 162030 деревня Шумлево
- 19 224 828 001 / 162030 деревня Юрово п/о 162030